# Топос (фестиваль)
«Топос» — ежегодный городской фестиваль авторской песни, один из крупнейших в Северо-Западном регионе России. Проводится в Санкт-Петербургском государственном политехническом университете с 1968 года. Организатор фестиваля — клуб авторской песни «Четверг». Традиционное время проведения — первые выходные декабря.
Фестиваль традиционно включает конкурсы для петербургских и иногородних участников, гала-концерт поющего жюри, гостей и лауреатов прошлых лет, концерт клуба «Четверг», различные творческие мастерские.
В отличие от исполнительского фестиваля «Эхо» (который также проводит клуб «Четверг»), в фестивале «Топос» сейчас принимают только авторы песен.